# Albert Vanierschot
Albert Vanierschot, né le 6 mai 1949, est un pilote automobile de nationalité belge sur circuits, en tourisme et grand tourisme.
Il a disputé des compétitions entre 1973 et 2010.

## Palmarès

### Titres
- Championnat de Belgique de Grand Tourisme en 1994 et 1995, sur Porsche 993 (avec nl:Paul Kumpen et Georges Cremer, écurie GL Peka);
- Championnat de Belgique des voitures de tourisme 1,6 L. en 1977 et 1978, sur Alpine-Renault A110 1600S; 
  - vice-champion de Belgique des voitures de tourisme:  1989, sur Alpine-Renault V6 Turbo;
  - vice-champion de Belgique des voitures de tourisme du Groupe N (Production): 1985, sur Renault Super 5 GT Turbo;

### Victoires notables
- 24 Heures de Zolder, en 1983 avec Raus sur Renault 5 Turbo (1re édition), 1995 avec Kumpen et Cremer sur Porsche 993 pour l'écurie GL Peka, et 2001 avec Van Roey et Verbergt sur Porsche 993 Bi-Turbo pour l'écurie AD Sport (2e et 2007, 3e en 2000 et 2003, 5e en 1998, et 7e en 1999).

(Nota Bene: il a aussi terminé 9e des 24 Heures de Spa en 2003, avec AD Sport)